# Diócesis de Green Bay
La diócesis de Green Bay (en latín: Dioecesis Sinus Viridis y en inglés: Roman Catholic Diocese of Green Bay) es una circunscripción eclesiástica de la Iglesia católica en Estados Unidos. Se trata de una diócesis latina, sufragánea de la arquidiócesis de Milwaukee. Desde el 9 de julio de 2008 su obispo es David Laurin Ricken.

## Territorio y organización

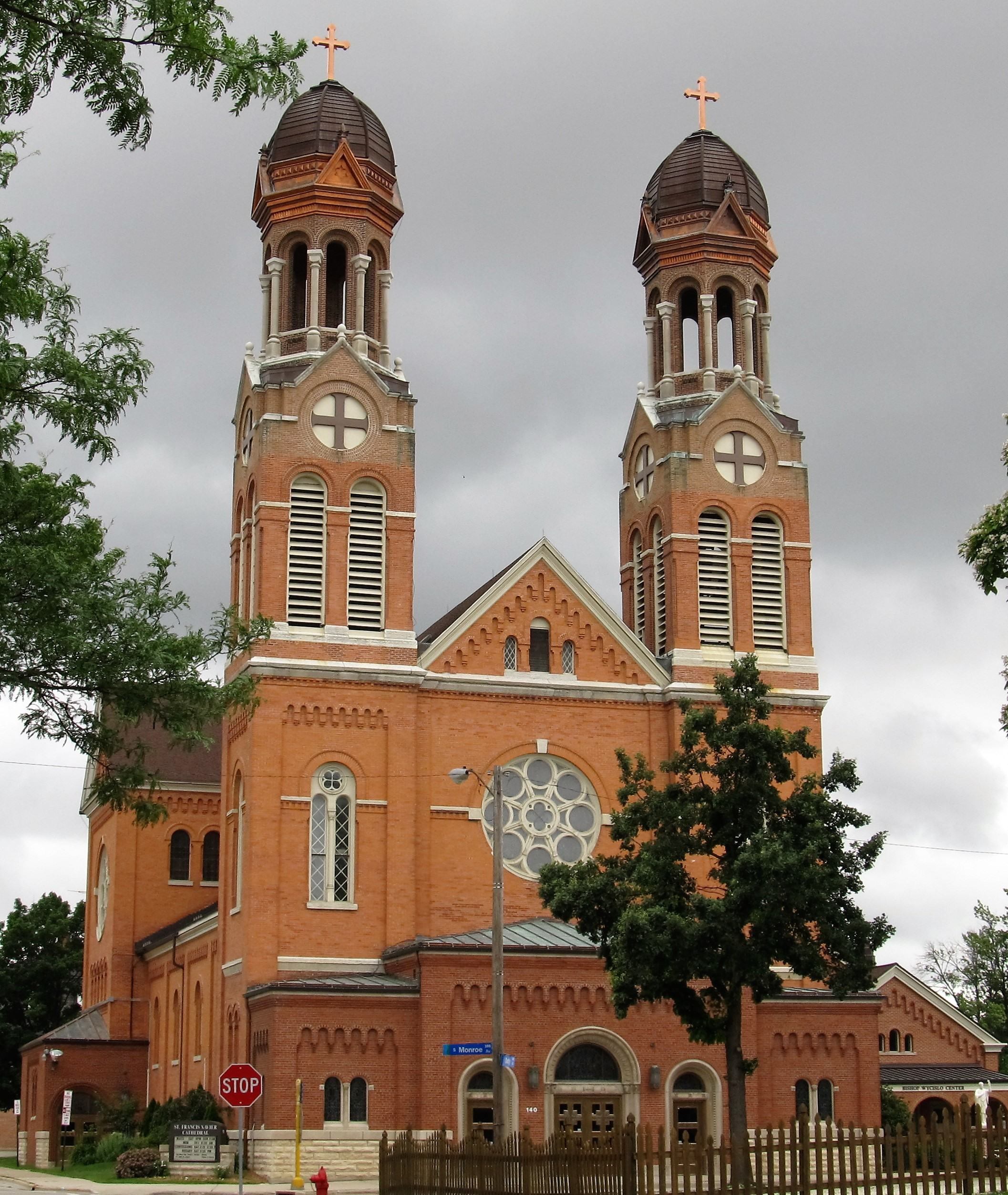
La Catedral de San Francisco Javier en Green Bay, Wisconsin, es la sede de la Diócesis Católica de Green Bay.

La diócesis tiene 27 775 km² y extiende su jurisdicción sobre los fieles católicos de rito latino residentes en 16 condados del estado de Wisconsin: Brown, Calumet, Door, Florence, Forest, Kewaunee, Langlade, Manitowoc, Marinette, Menominee, Oconto, Outgamie, Shawano, Waupaca, Waushara y Winnebago.
La sede de la diócesis se encuentra en la ciudad de Green Bay, en donde se halla la Catedral de San Francisco Javier. En De Pere se encuentra el Santuario de San José y en Champion el de Nuestra Señora del Buen Socorro.
En 2021 en la diócesis existían 156 parroquias.

## Historia
La diócesis fue erigida el 3 de marzo de 1868 con la breve Summi apostolatus del papa Pío IX, obteniendo el territorio de la diócesis de Milwaukee (hoy arquidiócesis).
El 12 de febrero de 1875 pasó a formar parte de la provincia eclesiástica de la arquidiócesis de Milwaukee.
El 3 de mayo de 1905 cedió una porción de su territorio para la erección de la diócesis de Superior. 
El 22 de diciembre de 1945 cedió otra porción de su territorio para la erección de la diócesis de Madison mediante la bula Ad animarum bonum del papa Pío XII.
El 8 de diciembre de 2010 el obispo David Laurin Ricken aprobó las apariciones marianas que tuvieron lugar en Champion en 1859. Estas son las primeras apariciones aprobadas en los Estados Unidos.

## Estadísticas
Según el Anuario Pontificio 2022 la diócesis tenía a fines de 2021 un total de 354 280 fieles bautizados.
| Año                                                                             | Población            | Población | Población      | Sacerdotes | Sacerdotes    | Sacerdotes    | Bautizados por sacerdote | Diáconos permanentes | Religiosos | Religiosos | Parroquias |
| Año                                                                             | Bautizados católicos | Total     | % de católicos | Total      | Clero secular | Clero regular | Bautizados por sacerdote | Diáconos permanentes | Varones    | Mujeres    | Parroquias |
| ------------------------------------------------------------------------------- | -------------------- | --------- | -------------- | ---------- | ------------- | ------------- | ------------------------ | -------------------- | ---------- | ---------- | ---------- |
| 1950                                                                            | 213 953              | 535 377   | 40.0           | 378        | 235           | 143           | 566                      |                      | 295        | 1429       | 174        |
| 1966                                                                            | 314 136              | 730 000   | 43.0           | 542        | 351           | 191           | 579                      |                      | 374        | 1599       | 192        |
| 1970                                                                            | 309 945              | 726 890   | 42.6           | 543        | 347           | 196           | 570                      |                      | 309        | 1355       | 193        |
| 1976                                                                            | 325 722              | 728 512   | 44.7           | 496        | 304           | 192           | 656                      | 7                    | 290        | 1091       | 193        |
| 1980                                                                            | 337 139              | 746 000   | 45.2           | 467        | 275           | 192           | 721                      | 34                   | 285        | 965        | 223        |
| 1990                                                                            | 365 022              | 845 000   | 43.2           | 385        | 247           | 138           | 948                      | 73                   | 207        | 865        | 214        |
| 1999                                                                            | 388 150              | 898 050   | 43.2           | 378        | 235           | 143           | 1026                     | 81                   | 44         | 672        | 199        |
| 2000                                                                            | 394 365              | 898 050   | 43.9           | 342        | 206           | 136           | 1153                     | 86                   | 179        | 646        | 198        |
| 2001                                                                            | 388 093              | 924 032   | 42.0           | 336        | 200           | 136           | 1155                     | 87                   | 179        | 622        | 191        |
| 2002                                                                            | 375 708              | 951 159   | 39.5           | 333        | 198           | 135           | 1128                     | 92                   | 179        | 621        | 188        |
| 2003                                                                            | 381 472              | 930 419   | 41.0           | 331        | 201           | 130           | 1152                     | 104                  | 173        | 603        | 185        |
| 2004                                                                            | 358 211              | 930 419   | 38.5           | 307        | 192           | 115           | 1166                     | 108                  | 156        | 653        | 185        |
| 2006                                                                            | 369 556              | 998 800   | 37.0           | 302        | 189           | 113           | 1223                     | 127                  | 151        | 593        | 169        |
| 2016                                                                            | 345 870              | 1 017 267 | 34.0           | 292        | 170           | 122           | 1184                     | 133                  | 153        | 399        | 157        |
| 2019                                                                            | 350 700              | 1 029 453 | 34.1           | 260        | 168           | 92            | 1348                     | 144                  | 114        | 343        | 156        |
| 2021                                                                            | 354 280              | 1 040 000 | 34.1           | 251        | 165           | 86            | 1411                     | 142                  | 108        | 311        | 156        |
| Fuente: Catholic-Hierarchy, que a su vez toma los datos del Anuario Pontificio. |                      |           |                |            |               |               |                          |                      |            |            |            |

## Episcopologio
- Joseph Melcher † (3 de marzo de 1868-20 de diciembre de 1873 falleció)
- Francis Xavier Krautbauer † (12 de febrero de 1875-17 de diciembre de 1885 falleció)
- Frederick Francis Xavier Katzer † (13 de julio de 1886-30 de enero de 1891 nombrado arzobispo de Milwaukee)
- Sebastian Gebhard Messmer † (14 de diciembre de 1891-28 de noviembre de 1903 nombrado arzobispo de Milwaukee)
- Joseph John Fox † (27 de mayo de 1904-7 de noviembre de 1914 renunció[nota 1])
- Paul Peter Rhode † (15 de julio de 1915-3 de marzo de 1945 falleció)
- Stanislaus Vincent Bona † (3 de marzo de 1945 por sucesión-1 de diciembre de 1967 falleció)
- Aloysius John Wycislo † (8 de marzo de 1968-10 de mayo de 1983 renunció)
- Adam Joseph Maida (8 de noviembre de 1983-28 de abril de 1990 nombrado arzobispo de Detroit)
- Robert Joseph Banks (16 de octubre de 1990-10 de octubre de 2003 retirado)
- David Allen Zubik (10 de octubre de 2003-18 de julio de 2007 nombrado obispo de Pittsburgh)[nota 2]
- David Laurin Ricken, desde el 9 de julio de 2008